# Rute Costa
Rute Costa (Barcelos, 1994. június 1. –) portugál női válogatott labdarúgó, jelenleg hazája bajnokságában a Benfica kapusa.

## Pályafutása
Rute Costa a másodosztályú Casa Povo Martim csapatánál kezdte karrierjét. 2012-ben a Boavistához távozott, ahol két szezonon keresztül volt a Párducok hálóőre.
Az aveirói Clube de Albergaria 2014-ben csábította magához és itt 2016-ig szerepelt.
A bajnokság végével az SC Braga együtteséhez szerződött, ahol első két szezonjában bajnoki ezüstérmet szerzett, 2019-ben pedig veretlenül lett bajnok csapatával. A Bajnokok Ligájában a selejtező sorozatban a Sturm Graz elleni győzelem alkalmával mutatkozhatott be. Csoportjukban még az Apóllon Lemeszú ellen is a kezdőcsapat tagja volt, a továbbjutást követően pedig a Paris Saint-Germain támadósorát próbálta megállítani.
2020. július 12-én egyéves szerződést kötött a Famalicão gárdájával. A szezon folyamán 18 mérkőzésen védte csapata hálóját és az év végén még egy évvel meghosszabbította kontraktusát a kék-fehéreknél.
A Benfica gárdája 2022. július 2-án két évre szerződtette a válogatott hálóőrt.
A Bajnokok Ligájában a koszovói KFF Hajvalia ellen a második félidőben váltotta Katelin Talbertet, mellyel első mérkőzését abszolválhatta a Benficánál. A FC Twente elleni találkozón pedig már kezdőként, csapata egyik legjobbjaként sikerült a BL második fordulójába jutnia.

## Sikerei
Portugál bajnok (1):
- SC Braga (1): 2018–19

 Portugál kupagyőztes (2):
- Boavista (1): 2012–13
- SC Braga (1): 2019–20

 Portugál szuperkupa győztes (1):
- SC Braga (1): 2018

## Statisztikái

### A válogatottban
2022. november 15-ével bezárólag
| Válogatott | Szezon   | Mérk. | Gól |
| ---------- | -------- | ----- | --- |
| Portugália |          |       |     |
| 2017       | 2        | 0     |     |
| 2019       | 2        | 0     |     |
| 2022       | 4        | 0     |     |
| Összesen   | Összesen | 8     | 0   |

| Mérkőzései Portugália színeiben | Mérkőzései Portugália színeiben | Mérkőzései Portugália színeiben               | Mérkőzései Portugália színeiben | Mérkőzései Portugália színeiben | Mérkőzései Portugália színeiben | Mérkőzései Portugália színeiben |
| ------------------------------- | ------------------------------- | --------------------------------------------- | ------------------------------- | ------------------------------- | ------------------------------- | ------------------------------- |
|                                 |                                 |                                               |                                 |                                 |                                 |                                 |
| Gól                             | Dátum                           | Helyszín                                      | Ellenfél                        | Eredmény                        | Esemény                         | Forrás                          |
| 1.                              | 2017. január 19.                | Estádio Municipal de Águeda, Águeda           | Észak-Írország                  | 0–1                             | 2017-es Eb-selejtező            | [ 6 ]                           |
| 2.                              | 2017. június 11.                | Estádio Municipal de Mangualde, Mangualde     | Wales                           | 1–0                             | 2017-es Eb-selejtező            | [ 7 ]                           |
| 3.                              | 2019. április 6.                | Complexo Desportivo do FC Alverca, Alverca    | Magyarország                    | 2–1                             | Barátságos mérkőzés             | [ 8 ]                           |
| 4.                              | 2019. április 9.                | Complexo Desportivo do FC Alverca, Alverca    | Magyarország                    | 4–1                             | Barátságos mérkőzés             | [ 9 ]                           |
| 5.                              | 2022. április 12.               | Estádio Cidade de Barcelos, Barcelos          | Bulgária                        | 3–0                             | 2023-as vb-selejtező            | [ 10 ]                          |
| 6.                              | 2022. június 25.                | Estádio António Coimbra da Mota, Estoril      | Görögország                     | 1–0                             | Barátságos mérkőzés             | [ 11 ]                          |
| 7.                              | 2022. november 11.              | Estádio Municipal José Martins Vieira, Almada | Haiti                           | 5–0                             | Barátságos mérkőzés             | [ 12 ]                          |
| 8.                              | 2022. november 15.              | Complexo Desportivo do FC Alverca, Alverca    | Costa Rica                      | 1–0                             | Barátságos mérkőzés             | [ 13 ]                          |

## Magánélet
Labdarúgó pályafutása előtt röplabdázott és sporttudományi diplomát szerzett. A portugál strandlabdarúgó-válogatottban öt alkalommal szerepelt.